# Максим'юк Тарас Іванович
Тарас Іванович Максим'юк (нар. 30 липня 1943, Холм, нині Люблінського воєводства, Польща) — український краєзнавець, культурно-просвітний діяч, колекціонер.

## Біографія
В лютому 1945 в ході акції «Вісла» родину було примусово переселено у с. Піщаний Брід (до того — німецька колонія Шпеєр) Веселинівського району Миколаївської області. Батька в 1946 заслали в Комі АРСР (до 1948). Потім родина перебралася до Вознесенська, а згодом до Миколаєва, де Тарас закінчив середню школу.
- у 1956—1957, 1960-х рр. — брав участь в археологічних розкопках курганів та поселень;
- 1967 — закінчив Одеський інститут інженерів морського флоту;
- 1968—1971 — працював інженером Іллічівського морського торгового порту;
- 1971—1988 — в Чорноморсько-Азовському управлінні морських шляхів;
- 1992—1993 — в експедиції «Українське море» на козацькій чайці «Еней».

Дослідник і популяризатор історії козацтва. Від 1964 колекціонує україніку (зібрав кілька тисяч експонатів). У 1990-х рр. створив Український культурологічний музейно-виставковий центр «Тарасів дім».
Дружина — науковиця-соціолог, педагог, доктор філософських наук Емма Гансова (1939—2020). Виховали двох дітей.